# Радунский, Иван Семёнович
Иван Семёнович Радунский (1872—1955) — российский и советский клоун, музыкальный эксцентрик, создатель и бессменный руководитель знаменитого клоунского ансамбля Бим-Бом. Заслуженный артист РСФСР (1939).

## Биография

### Первый состав Бим-Бом
Начал цирковую карьеру в 1888 году в Одессе. Первым партнёром был музыкант-любитель Феликс Кортези (1876—1897), итальянец по происхождению. В 1891 году Радунский и Кортези приняли сценический псевдоним Бим-Бом. Номера содержали комических сценки, злободневные шуточные диалоги, и то, и другое перемежалось игрой на эксцентрических музыкальных инструментах. В качестве инструментов Бим-Бом использовали сковороду, метлу, пилу, пюпитр, визитные карточки. Все они в их руках издавали мелодичные звуки. Клоуны играли на необычных инструментах и бытовых предметах, таких как метла-виолончель, наборе горшков, наборе бутылок и тому подобном. Бим-Бом исполняли народные мелодии и отрывки из классического репертуара. В номер содержал и простые акробатические трюки — не прерывая игры на гармониках или скрипках, клоуны взбирались друг другу на плечи, выполняли кульбиты, перекатывались через спины один другого. Они пародировали оперу Дж. Верди «Отелло», знаменитую итальянскую певицу Аделину Патти и многое другое. Ансамбль отказался от распространённой в то время у клоунов манеры говорить по-русски, имитируя иностранный акцент. Их костюмами были одинаковые клоунские шёлковые балахоны по колено с пышными рукавами и жабо. Лица артистов были густо набелены. Кортези ещё чернил нос и надевал рыжий парик бобриком. После премьеры в Петербургском цирке С. Чинизелли дуэт Бим-Бом занял устойчивое положение в цирковом мире России. Но в 1897 Феликс Кортези трагически погиб (утонул).

### Второй состав Бим-Бом
Погибшего Кортези заменил Мечислав Антонович Станевский (1879—1927). Станевскому удалось создать иной, отличный от Кортези, сценический образ — весёлого барина-гуляки. Он выходил одетый в смокинг, с огромной хризантемой в петлице и в цилиндре. Виртуозно владел комедийными приёмами; исполнял юмористические и сатирические куплеты (это было новым для русского цирка). Изменился и сценический образ Радунского, он, оттеняя Станевского, выделял черты детской наивности и восторженности. Основное место в номере заняли куплеты и репризы на злобу дня. Куплеты и диалоги сопровождались музыкой. В 1905 году выступления «Бим-Бом» приобрели политическую и сатирическую направленность. Дуэт пользовался огромной популярностью. Их номера многократно записывались на грампластинки, с их участием были сняты фильмы, некоторые из них были озвучены с помощью граммофона. В 1901—1904 Бим-Бом гастролировали в крупнейших цирках и мюзик-холлах Европы — в Париже, Берлине, Праге, Будапеште.
В 1914—1919 годах Радунский стал директором и арендатором бывшего цирка Саламонского. В 1914—1918 Радунский был одним из организаторов Российского общества артистов варьете и цирков (РОАВЦа).

#### ЧК в цирке
Видный чекист Я. Х. Петерс рассказывает такую историю. Как-то несколько сотрудников центрального аппарата ВЧК зашли на выступление в цирк. Во время одной из реприз один из клоунов из дуэта Бим-Бом «…стал пробирать Советскую власть». Чекисты решили его арестовать прямо на цирковой арене. Подойдя к нему, сотрудники ЧК объявили клоуна арестованным. Публика вначале решила, что всё происходящее лишь продолжение представления. Сам же артист «…в недоумении открыл рот, но, видя в чём дело… бросился бежать». В ответ чекисты открыли стрельбу из револьверов, в цирке началась паника.

#### Бим-Бом в Польше
В 1920 Станевский уехал в Польшу. Около 1922 года к нему вновь присоединился Иван Радунский и дуэт был реаниминирован. Артисты продолжили сотрудничество с «Сирена Рекорд» и сделали ряд записей нового репертуара для студии. Однако к 1925 году Радунский вернулся в СССР.

### Третий и четвёртый состав Бим-Бом
В 1925 Радунский восстановил дуэт с новым партнёром — Николаем Иосифовичем Вильтзаком (1880—1960). В новом составе большое внимание уделяли музыкальным номерам. В 1939 году получил звание «Заслуженный артист РСФСР» одновременно с Н. И. Вильтзаком.
В 1941—1946 партнёром Радунского был Н. Камский (1894—1966). В 1946—1948 Радунский выступал как музыкальный соло-клоун.
Автор книги воспоминаний о цирке — «Записки старого клоуна» (1954). М.

## Публикации

### Грампластинки
- Запутанное родство. (Бим-Бом — известные музыкальные клоуны). Корона-Рекордъ (Польская)
- Scena komiczna Сирена-Грандъ-Рекордъ[6].
- Комический диалог «Приключение на охоте» — исп. дуэт Бим-Бом, запись 1910. Zonophone Record[7].